# Graben (Weimar)

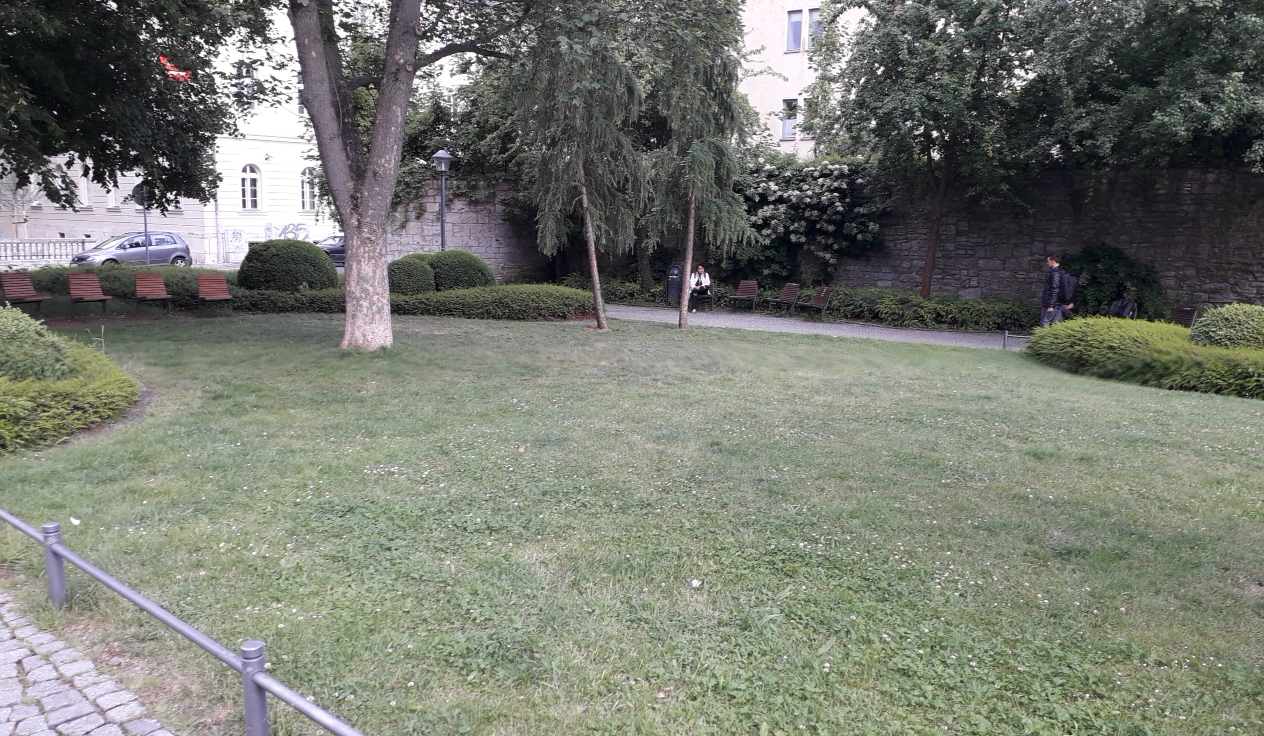
Grünanlagen am Graben

## Lage und Verlauf
Der Graben in Weimar ist ein Straßenzug mit Resten der mittelalterlichen Stadtbefestigung. Außer den Mauerresten ist der Kasseturm als markantestes Überbleibsel anzusehen. Er ist Teil der Weimarer Altstadt, beginnt am Goetheplatz und geht nach Überquerung der Jakobstraße über den Untergraben als ein breiter Straßenzug nach Osten in die Gerberstraße über. Vom Untergraben 17 zweigt der Brühl stadteinwärts ab. Teilweise ist der Graben begrünt. Ab 1841 hieß der Graben Obergraben. Als Graben ist er seit 1854 benannt. Die Bezeichnung Untergraben gibt es seit 1838.

## Geschichte
Der Graben wurde in der Zeit der Regentschaft von Anna Amalia von Braunschweig-Wolfenbüttel verfüllt und mit dem größten Teil der Stadtbefestigung niedergelegt. Das schuf Platz für die Stadterweiterung, war aber auch eine Folge des Siebenjährigen Krieges. Außerdem wurden Teile des Grabens zu Teichen angestaut. Die Bebauung der Südseite begann 1801. Der Durchbruch durch die Stadtmauer zur Kleinen Teichgasse erfolgte 1819.
Der Graben wie auch der Untergraben stehen auf der Liste der Kulturdenkmale in Weimar (Sachgesamtheiten und Ensembles). Es befinden sich eine Reihe weiterer Einzeldenkmale in diesem Bereich: das Johannes-Falk-Denkmal aus dem Jahr 1913 von Gottlieb Elster, die heutige Sparkasse, ein Bau von 1912/13 von Bruno Röhr, der Löwenbrunnen, den Carl Dornberger schuf, sowie der Brunnen am Graben oder der Stadtmauerbrunnen, der die Jahreszahl 1859 trägt, und Bauten des Jugendstils u. a. von Rudolf Zapfe und Max Starkes wie Graben 39 und 41 oder Haus Graben 11. Etwas bescheidener erscheint hingegen das klassizistische Wohn- und Geschäftshaus Graben 33. An der Grenze zum Untergraben befindet sich Graben 47.
Im Jahr 1848 wurde Am Graben 4 für die 1821 gegründete Sparkasse Weimar mit vielen Umbauten und Erweiterungen ein großes repräsentatives Bank- und Verwaltungsgebäude errichtet. Abgesehen von einigen modernen Anbauten wurde das Gebäude 1912/13 in der Form von Bruno Röhr als Neubau errichtet. Von dem Vorgängerbau von 1848 steht daher nichts mehr. Der Gebäudekomplex wurde mit Neubauten der Sparkasse Ende der 1990er Jahre erweitert. Der Eingang in die Filiale erfolgt über die Teichgasse. Ungewöhnlich sind drei ovale gusseiserne Kanaldeckel, die 1994 mit den Motiven Wellenmuster, Delphin und Dreizack geschaffen wurden. Diese Deckel wurden speziell für Weimar entworfen und auch in anderen Straßen und Plätzen eingesetzt. Die vorherige Ausführung der Deckel hatte ein Gittermuster wie der Deckel in der Böttchergasse. Bemerkenswert sind u. a. die barocken ehemaligen Gasthäuser Untergraben 13 und 15. Das Wohnhaus Untergraben 1 ist ein Wohnhaus aus dem 18. Jahrhundert.
Am Graben 6 hat die Volkshochschule Weimar ihren Sitz.

Bauwerke am Graben
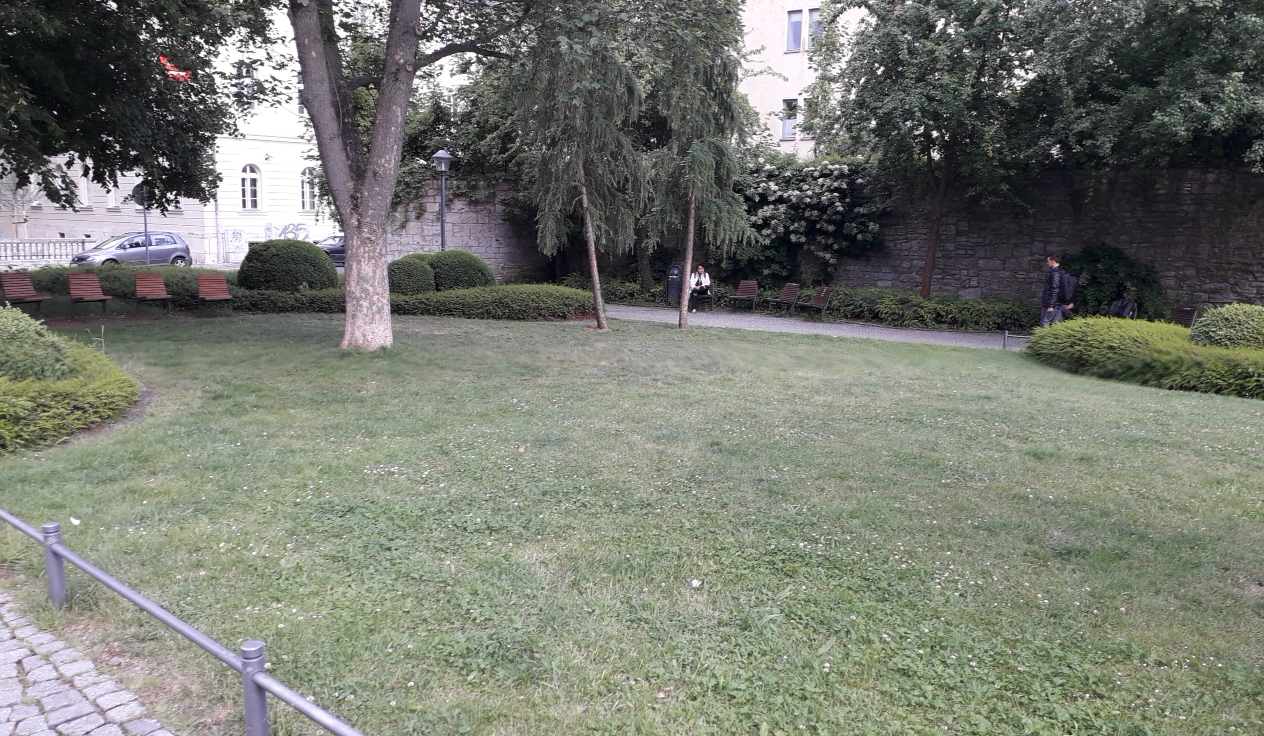
Grünanlagen am Graben
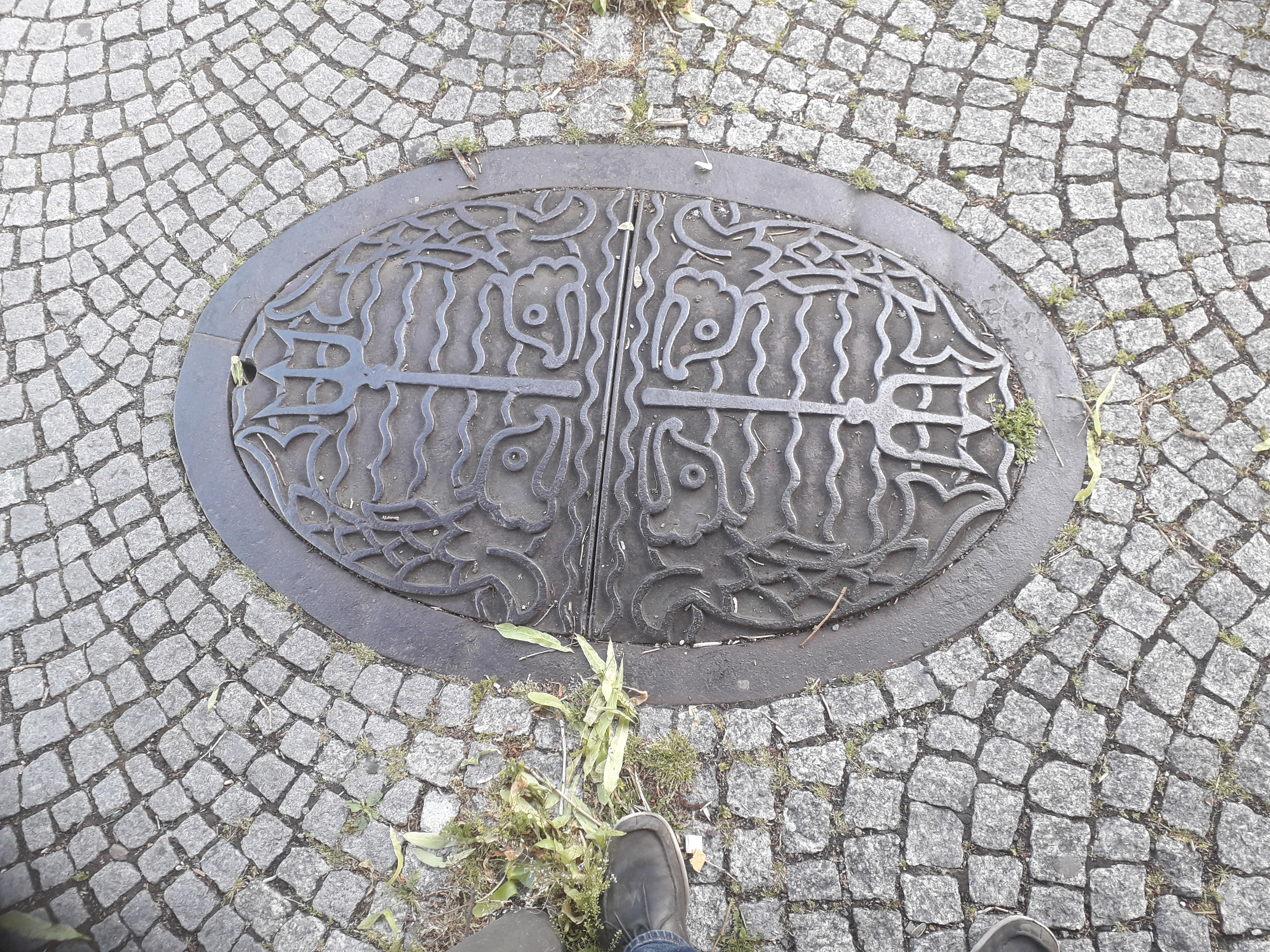
Kanaldeckel am Graben mit Dreizack Wellenmuster und Delphinen
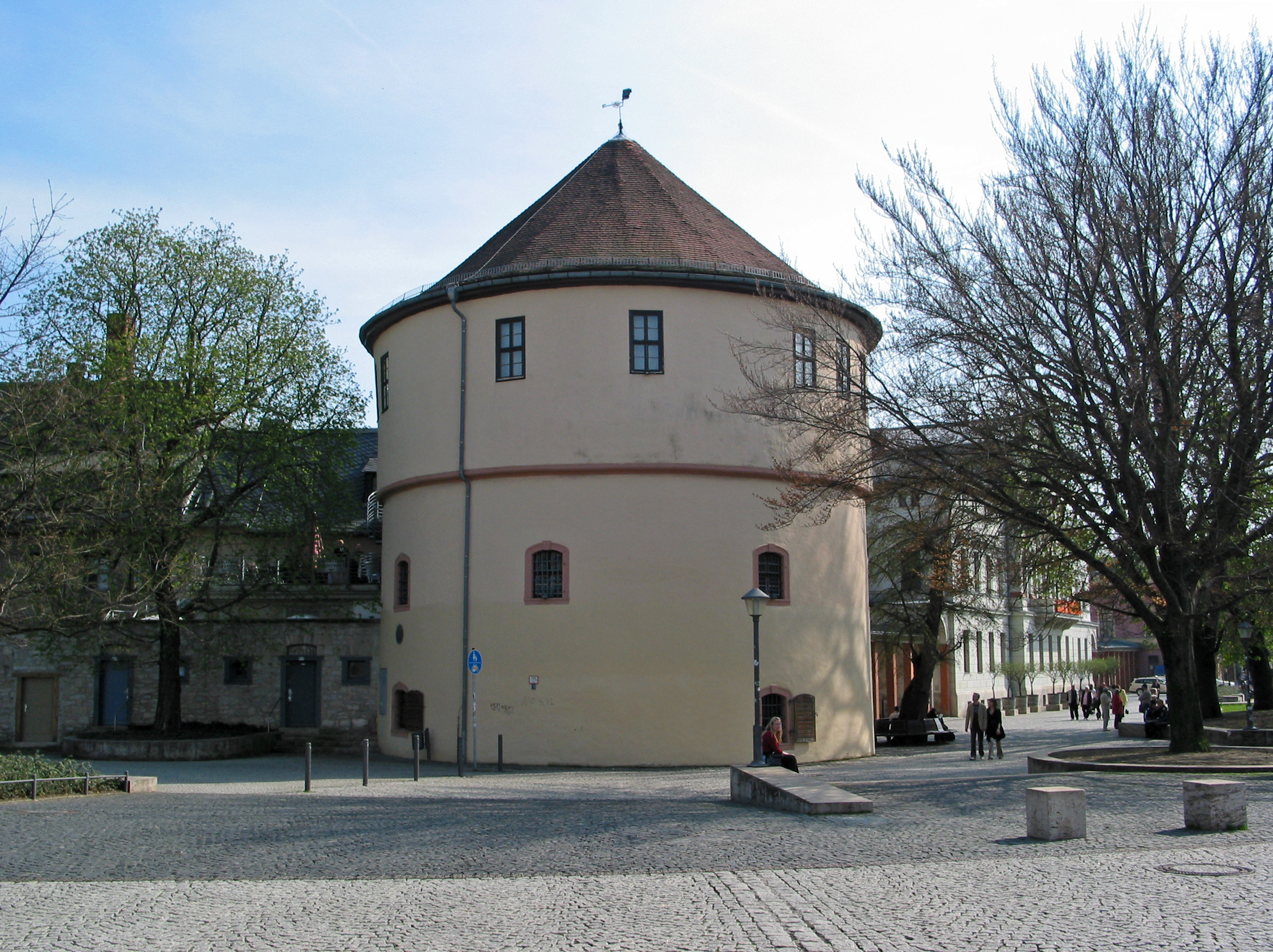
Kasseturm
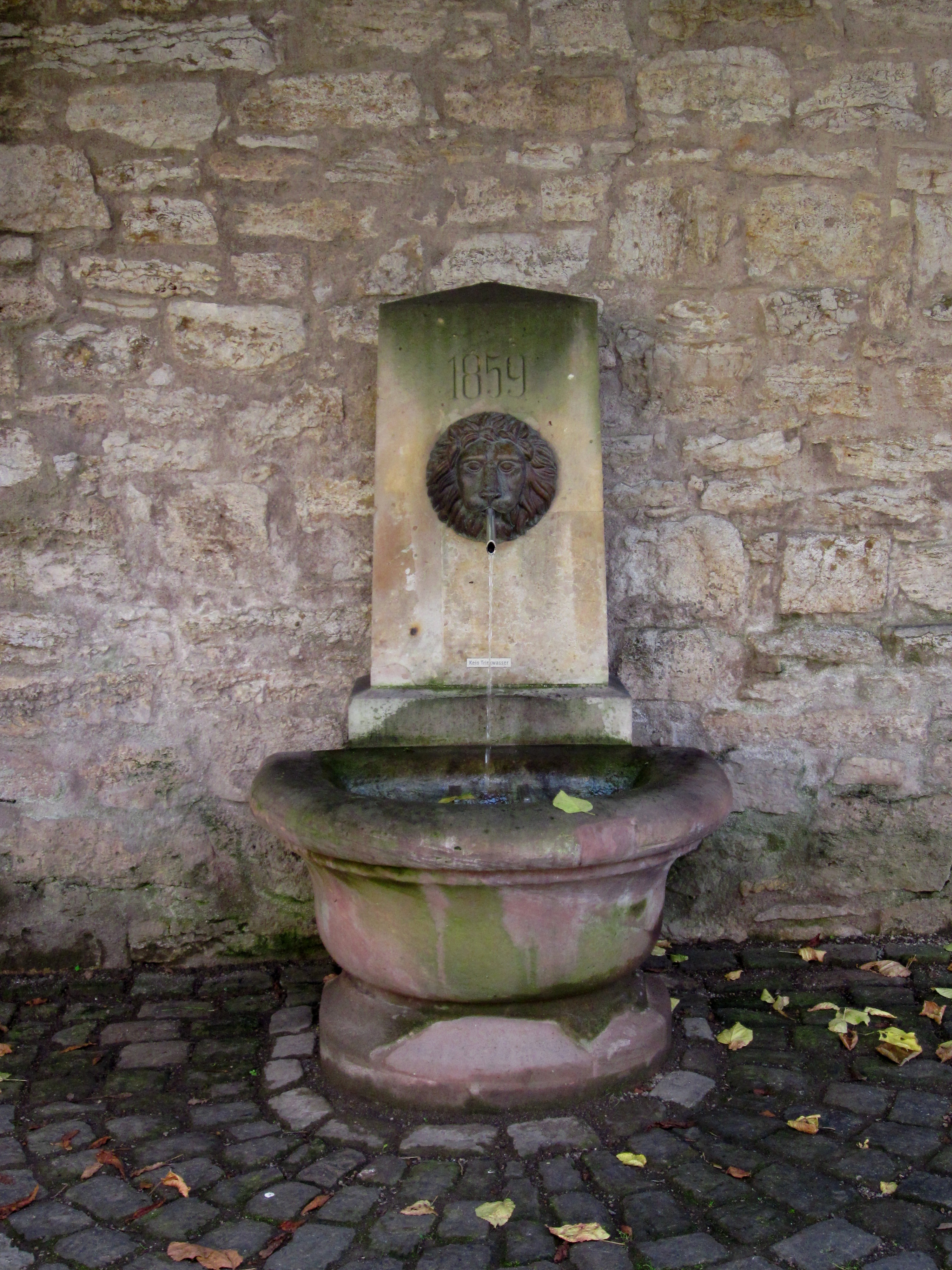
Stadtmauerbrunnen am Graben neben dem Kasseturm
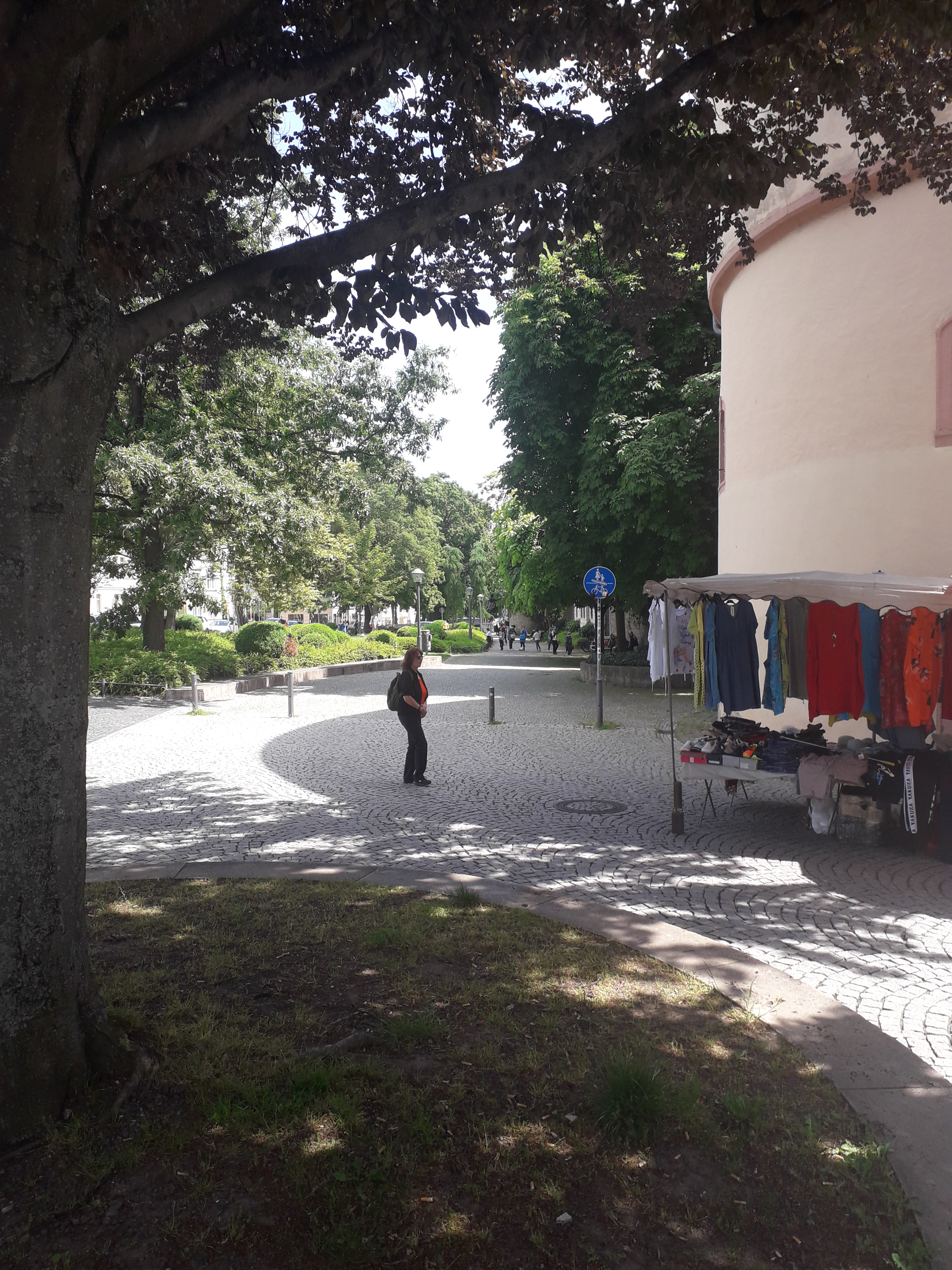
Blick auf den Graben vom Kasseturm aus
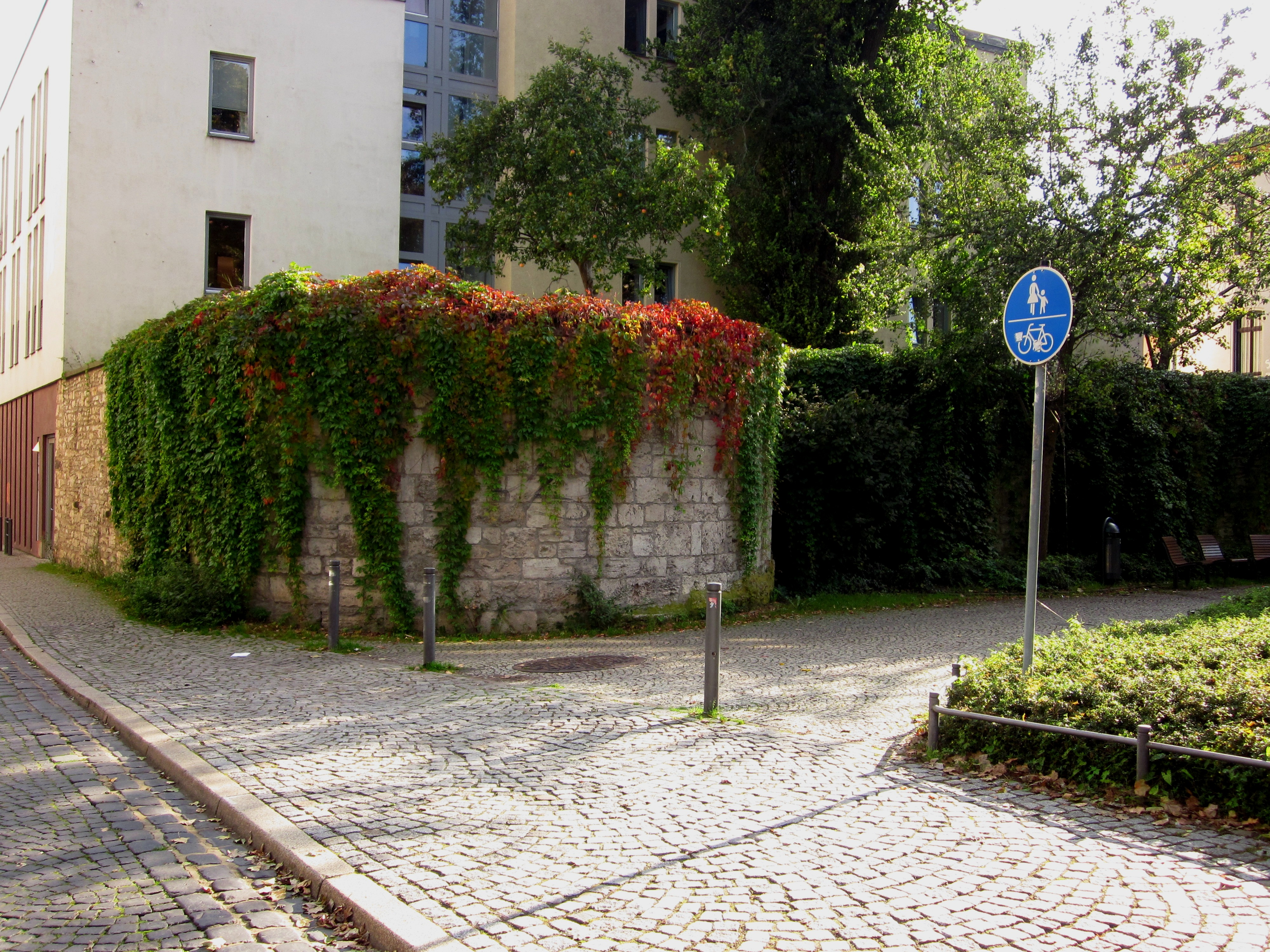
Teil der Stadtmauer am Graben
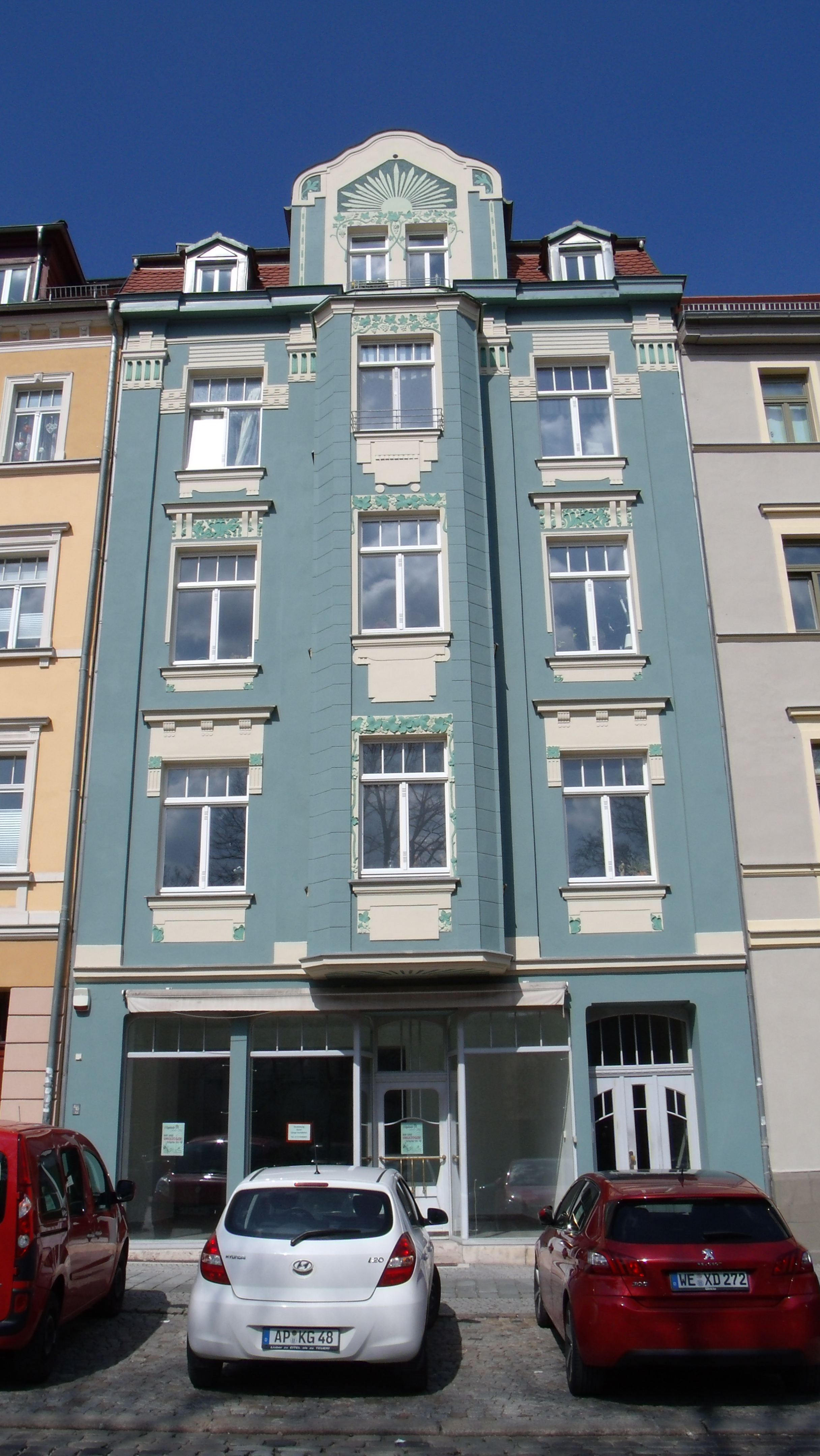
Haus Graben 11
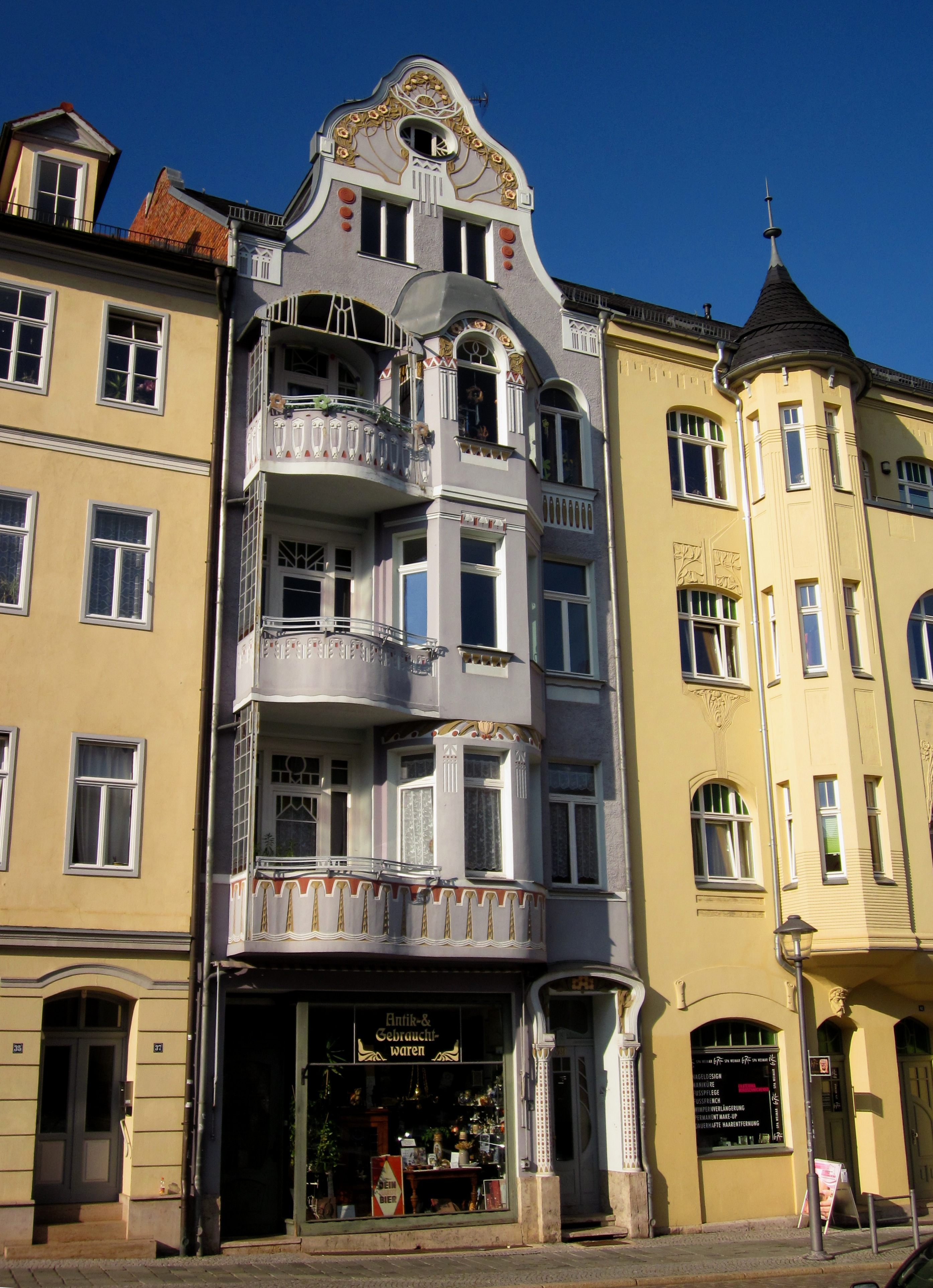
Haus Graben 39
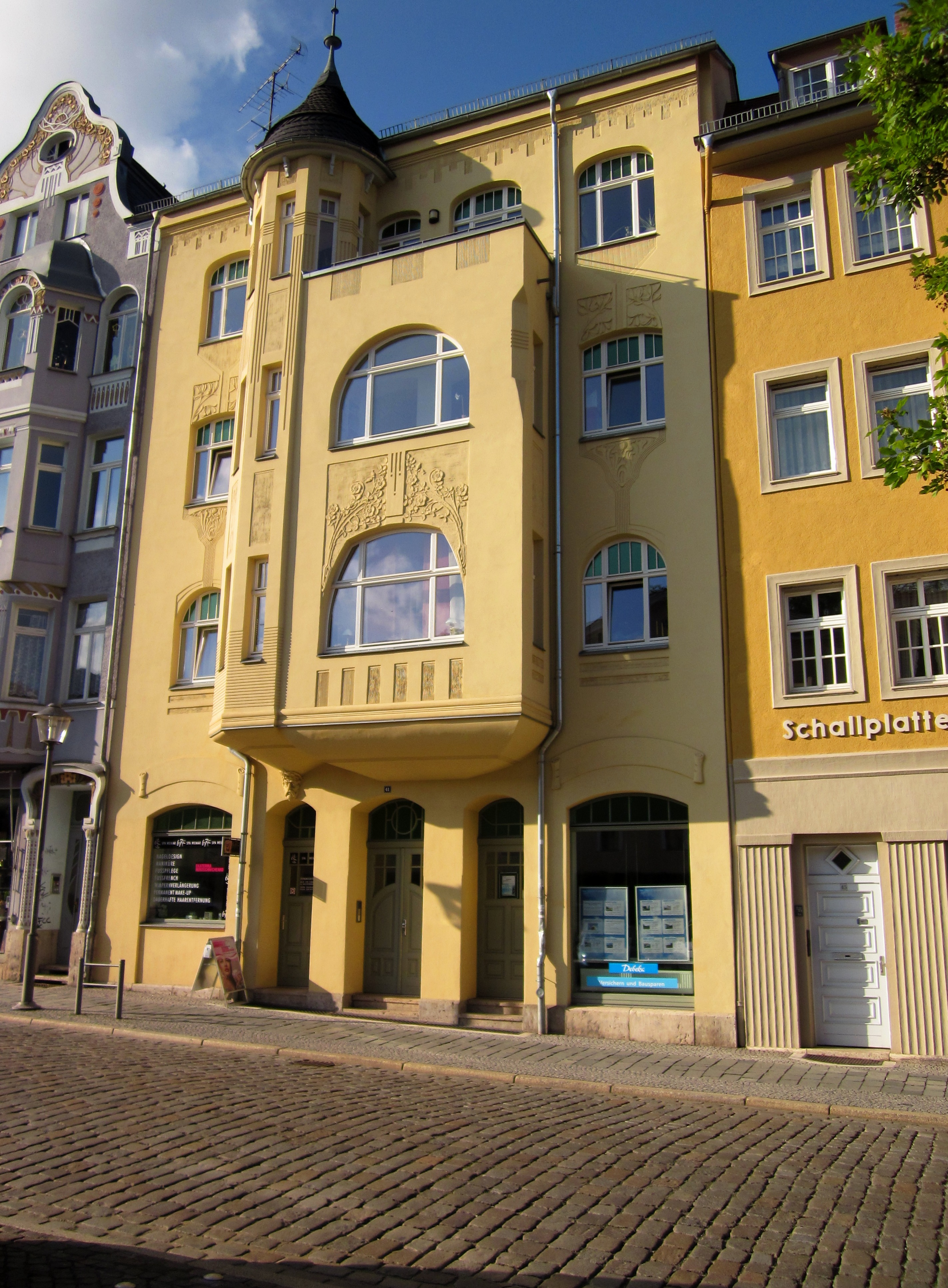
Haus Graben 41
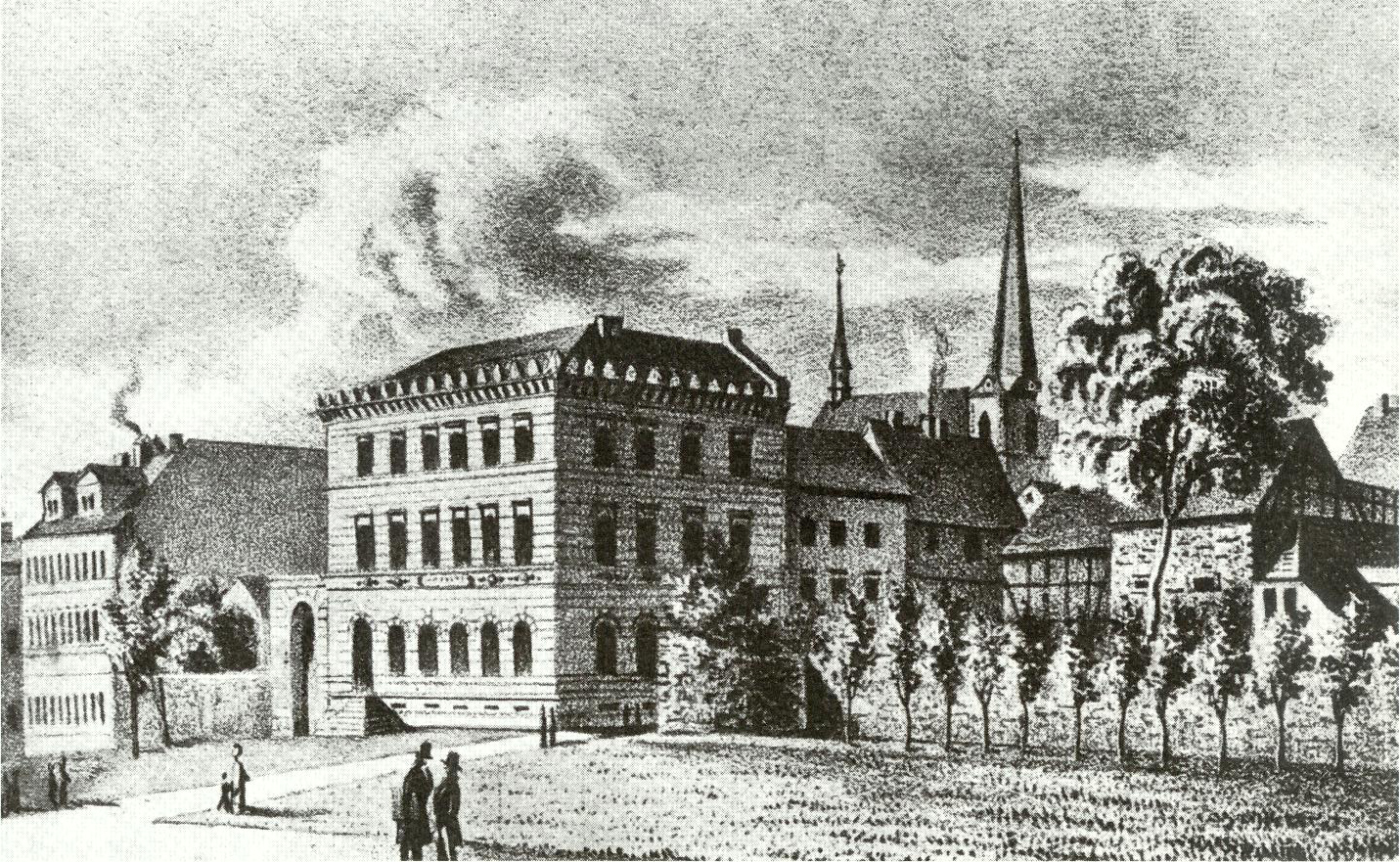
Das erste eigene Geschäftsgebäude der Sparkasse Weimar (1848)
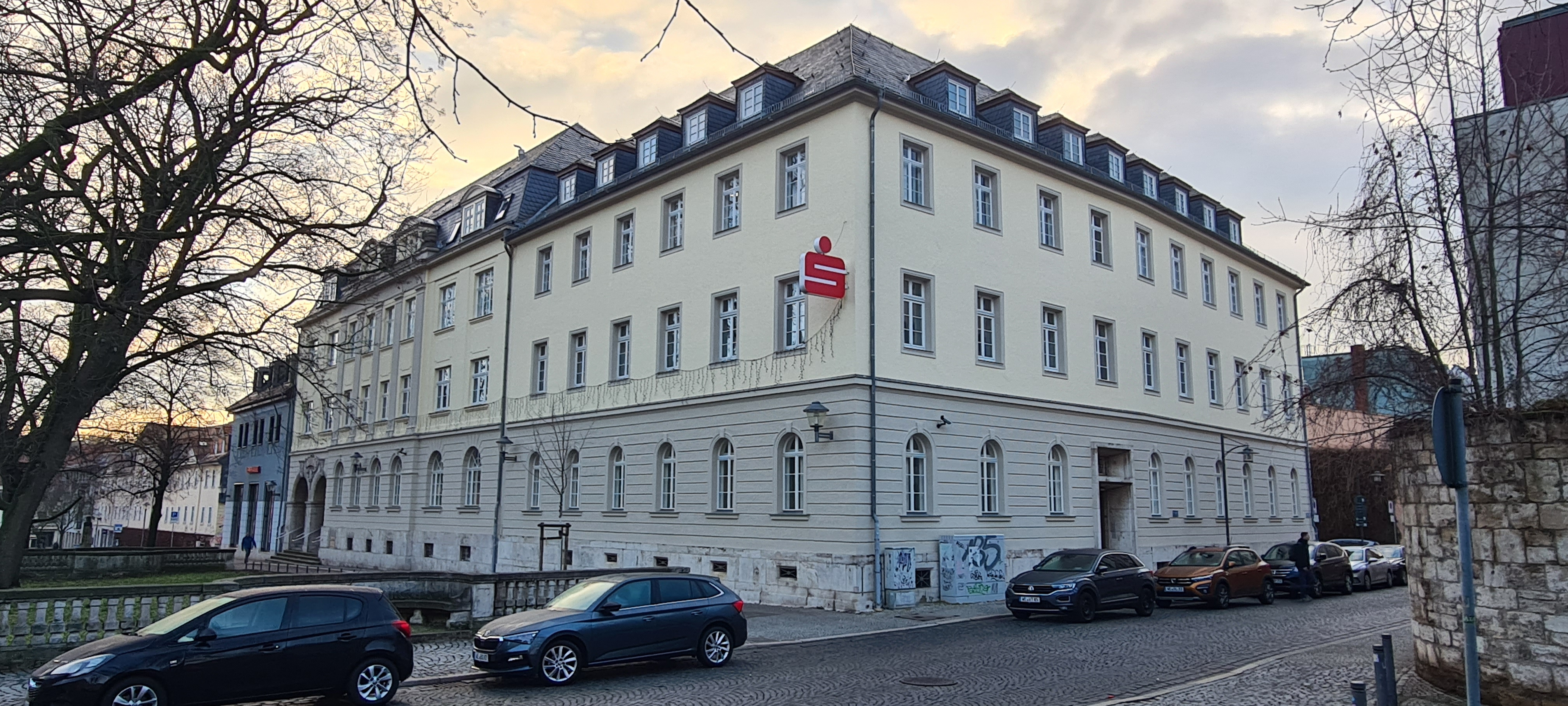
Gebäudekomplex Sparkasse Weimar (heute Sparkasse Mittelthüringen) am Graben 4 (2024)